# Jacques Richard (homme politique)
Pour les articles homonymes, voir Richard et Jacques Richard.
Jacques Richard, né le 23 mars 1918 à Ballée et décédé le 5 décembre 2010 à Nice, est un homme politique français.

## Biographie
Jacques Richard est élève de l'École spéciale militaire de Saint-Cyr (promotion La plus grande France). Après sa carrière militaire, pendant laquelle il est aide de camp de Jacques Massu lors de la Seconde Guerre mondiale, et qu'il termine comme lieutenant-colonel, il est en 1958 attaché au cabinet du général Charles de Gaulle, président du Conseil, puis secrétaire général de l'UNR.
Sénateur UNR de Seine-et-Oise (2e circonscription) du 28 avril 1959 au 16 mai 1967, il y est secrétaire de la commission des finances. Il est ensuite député du Val-d'Oise (UDR) du 12 mars 1967 jusqu'au 1er avril 1973.

## Distinctions
- Officier de la Légion d'honneur
- Bronze Star Medal
- Nicham Iftikhar